# Nāḩiyat Markaz Qaḑā' al Madā'in
Nāḩiyat Markaz Qaḑā' al Madā'in (arabiska: ناحية مركز قضاء المدائن) är ett underdistrikt i Irak.   Det ligger i provinsen Bagdad, i den centrala delen av landet, 30 km sydost om huvudstaden Bagdad.